# Liste von Sakralbauten in Brüggen
Die Liste von Sakralbauten in Brüggen listet gegenwärtige und ehemalige Sakralbauten in der nordrhein-westfälischen Gemeinde Brüggen auf. Zusätzlich werden hier auch Versammlungshäuser und -räume (ö. Ä.) von religiösen Gemeinschaften aus Brüggen sowie Trauerhallen auf Friedhöfen aufgeführt, die im engeren Sinne ja keine Sakralbauten sind.

## Liste
| Abbildung | Name / Bezeichnung                                 | Zugehörigkeit                       | Ortsteil, Adresse, Koordinaten                     | Bauzeit                              | Beschreibung |
| --- | -------------------------------------------------- | ----------------------------------- | -------------------------------------------------- | ------------------------------------ | --- |
| weitere Bilder | St. Peter                                          | Römisch-Katholische Gemeinde        | Born · Born 51, · 41379 Brüggen                    | 905 / 1433 / 1466                    | Nach einer Abschrift aus dem Lütticher Archiv soll schon im Jahr 905 eine katholische Kirche in Born erbaut worden sein. In den Jahren 1433 und 1434 wurde St. Peter zur Pfarrkirche, der Chor mit dem Langhaus wurde im Stil der „Deutschen Sondergotik“ erbaut. Wegen statischer Probleme wurden 1450 die Stützarkaden an der Nord- und Südseite der Saalkirche angesetzt. Der Kirchturm wurde in den Jahren 1466 bis 1467 angesetzt, er wurde 1496 sowie 1800 durch Sturmschäden zerstört. 1802 wurde er in der heutigen Form neu aufgebaut. Am 11. März 1487 wurde St. Peter in das 1479 gegründete Kreuzherrenkloster Brüggen inkorporiert, im Jahr 1802 wurde das Kloster aufgehoben. |
| Bild gesucht Die Wikipedia wünscht sich an dieser Stelle ein Bild vom Ort mit diesen Koordinaten 51.259238 6.198091 . Motiv: St. Maria Helferin Lüttelbracht Falls du dabei helfen möchtest, erklärt die Anleitung , wie das geht. BW                    | St. Maria Helferin                                 | Römisch-Katholische Gemeinde        | Lüttelbracht · Genholter Straße 100, 41379 Brüggen |                                      | [ 2 ] [ 3 ] |
| weitere Bilder | St. Nikolaus                                       | Römisch-Katholische Gemeinde        | Brüggen · Klosterstraße 40, 41379 Brüggen          | 1479 / 1754 bis 1760 / 1962 bis 1967 | Zwischen Anfang Oktober 1479 und dem 24. Mai 1484 entstand die Klosterkirche St. Nikolaus als Ersatzbau für die Nikolaus-Kapelle, welche am 2. Juli 1473 zerstört wurde. Es handelt sich um eine Backstein-Saalkirche im Stil der Bettelordens-Kirchen. Am 26. April 1751 brannte das Gotteshaus ab, bis 1756 konnte sie aber (unter Nutzung noch brauchbarer Bausubstanz) wieder aufgebaut werden. Im Jahr 1802 wurde das Kloster aufgehoben. In den Jahren 1962 bis 1967 wurde das an der Klosterkirche angebaute Postamt abgerissen und ein neuer Chorraum hinzugefügt. |
| weitere Bilder | St. Mariä Himmelfahrt                              | Römisch-Katholische Gemeinde        | Bracht · Kirchplatz 10, · 41379 Brüggen            |                                      | Die dreischiffige, kreuzrippengewölbte Pseudobasilika steht auf dem ehemaligen befestigten aufgelassenen Friedhof. Sie wurde 1484 in Backstein und Tuff mit einem Chor in 5/8 Schluss errichtet. Der Westturm stürzte 1830 ein und wurde danach als viergeschossiger Backsteinturm in Formen der frühen Neugotik gebaut. Der beschädigte Teil des Langhauses wurde erneuert. Der Glasmalereizyklus von 1890 stammt aus einer Roermonder Werkstatt. Die Rahmungen in den Seitenschiffen wurden vor 1970 von E. Pauli ergänzt. |
| weitere Bilder | Evangelische Kirchengemeinde Brüggen-Elmpt         | Evangelische Landeskirchen-Gemeinde | Elmpt · Alter Postweg 2, 41379 Brüggen             |                                      | [ 6 ] |
| weitere Bilder | Evangelische Kirchengemeinde Bracht-Breyell        | Evangelische Landeskirchen-Gemeinde | Elmpt · Königstraße, · 41379 Brüggen               | 1699                                 | Lt. der Ankersplinte wurde das evangelische Gotteshaus im Jahr 1699 erbaut. Es handelt sich um einen verputzten Saalbau mit Flachdecke. Die Kirche ist mit Rundbogenfenster (mit Werksteingewänden) sowie einem Frontgiebel mit Dachreiter ausgestattet. |
| | St.-Barbara-Kirche                                 | Anglikanische Gemeinschaft          | Brüggen · St. Barbara Straße 43, · 41379 Brüggen   | 1957                                 | Die St.-Barbara-Kirche (St.-Barbara-Church) wurde 1957–58 innerhalb des Kasernenbereiches des ehemaligen 3 Base Ammunition Depots (3 BAD) Brüggen-Bracht der britischen Streitkräfte errichtet. Es handelt sich um eine nach Westen orientiert, langgestreckte Wellblechbaracke mit leicht über-halbkreis-großem Tonnenquerschnitt. Der Innenraum wurde 1965 nach einem Brand erneuert. |
| Bild gesucht Die Wikipedia wünscht sich an dieser Stelle ein Bild vom Ort mit diesen Koordinaten 51.283953 6.202181 . Motiv: Evangelisch-Freikirchliche-Gemeinde Brüggen Bracht Falls du dabei helfen möchtest, erklärt die Anleitung , wie das geht. BW | Evangelisch-Freikirchliche-Gemeinde Brüggen Bracht | Evangelisch-Freikirchliche Gemeinde | Bracht · Stifterstraße 18, 41379 Brüggen           |                                      | [ 8 ] |